# Eleições estaduais em Sergipe em 1962
As eleições estaduais em Sergipe em 1962 ocorreram em 7 de outubro como parte das eleições em 22 estados brasileiros e nos territórios federais do Amapá, Rondônia e Roraima. Foram eleitos o governador Seixas Dória, o vice-governador Celso Carvalho, os senadores Leite Neto e Júlio César Leite, sete deputados federais e trinta e dois estaduais na última eleição direta realizada antes do Regime Militar de 1964, não havendo eleições no Distrito Federal e no território federal de Fernando de Noronha.
Nascido em Propriá, o professor Seixas Dória formou-se advogado na Faculdade de Direito da Universidade Federal Fluminense em 1946. Diretor do Correio de Aracaju e membro da Academia Sergipana de Letras, foi secretário da prefeitura de Aracaju ingressando na UDN ao fim do Estado Novo em 1945, elegendo-se deputado estadual nesta legenda em 1947 e 1950. Eleito deputado federal em 1954, uniu-se à Frente Parlamentar Nacionalista e após ser reeleito em 1958, foi vice-líder do governo Jânio Quadros na Câmara dos Deputados e após a renúncia do presidente em 25 de agosto de 1961, integrou-se ao grupo parlamentar chamado de Banda de música da UDN.
Após deixar UDN por divergências com o partido acerca da sucessão estadual, elegeu-se governador de Sergipe via PSD em 1962, foi deposto e preso com a instauração do Regime Militar de 1964. Levado para Salvador e depois Fernando de Noronha, foi libertado mediante um habeas corpus expedido pelo Superior Tribunal Militar em agosto de 1964. Em 4 de julho de 1966 teve seus direitos políticos suspensos por dez anos pelo Ato Institucional Número Dois, dedicando-se então à agropecuária e à literatura, retornando efetivamente à vida política na década de 1980.
O advogado Celso Carvalho formou-se na Universidade Federal da Bahia em 1946. De volta a Sergipe ingressou no PSD e em 19 de outubro de 1947 foi eleito prefeito de Simão Dias, cidade onde nasceu. Ao fim do mandato foi pretor judiciário de Campo do Brito e pretor substituto nos municípios de Frei Paulo e Ribeirópolis. Com a extinção das pretorias passou a advogar em Simão Dias e retornou à política elegendo-se deputado estadual em 1954 e 1958 e vice-governador de Sergipe em 1962. Com a deposição de Seixas Dória pelos militares, assumiu o governo estadual e depois filiou-se à ARENA.

## Resultado da eleição para governador
Conforme o Tribunal Superior Eleitoral houve 126.339 votos nominais.
| Candidatos a governador do estado | Candidatos a vice-governador | Número | Coligação | Votação | Percentual |
| --------------------------------- | ---------------------------- | ------ | --------- | ------- | ---------- |
| Seixas Dória PSD                  | Ver abaixo -                 | -      | PSD, PRT  | 67.514  | 53,44%     |
| Leandro Maciel UDN                | Ver abaixo -                 | -      | UDN, PTB  | 58.825  | 46,56%     |
| Fontes:                           |                              |        |           |         |            |

## Resultado da eleição para vice-governador
Conforme o Tribunal Superior Eleitoral houve 114.337 votos nominais.
| Candidatos a governador do estado | Candidatos a vice-governador | Número | Coligação | Votação | Percentual |
| --------------------------------- | ---------------------------- | ------ | --------- | ------- | ---------- |
| Ver acima -                       | Celso Carvalho PSD           | -      | PSD, PRT  | 59.551  | 52,08%     |
| Ver acima -                       | Manoel Conde Sobral PTB      | -      | PTB, UDN  | 54.786  | 47,92%     |
| Fontes:                           |                              |        |           |         |            |

## Biografia dos senadores eleitos

### Leite Neto
Advogado e odontólogo formado na Universidade Federal da Bahia e professor da Universidade Federal de Sergipe, nasceu em Riachuelo e foi também jornalista. Um dos fundadores de A República e O Estado de Sergipe, presidiu a Associação Sergipana de Imprensa e tornou-se membro da Academia Sergipana de Letras. Genro de Carvalho Neto, estreou na política elegendo-se deputado estadual constituinte em outubro de 1934 atuando na concepção da Constituição Estadual, mas teve o mandato extinto pelo Estado Novo. Diretor da penitenciária do estado e professor da Escola Técnica de Comércio de Sergipe na interventoria de Erônides de Carvalho, foi secretário-geral do estado nas interventorias de Milton Azevedo e Maynard Gomes. Filiado ao PSD, chegou ao posto de interventor federal em Sergipe entre 27 de outubro e 5 de novembro de 1945, mas renunciou a tempo de eleger-se deputado federal naquele ano. Sob essa condição integrou a Assembleia Nacional Constituinte que promulgou a Constituição de 1946 sendo reeleito em 1950, 1954 e 1958. Eleito senador em 1962, faleceu em 10 de dezembro de 1964 e sua cadeira foi entregue ao seu irmão, José Rollemberg Leite.

### Júlio César Leite
Também nascido em Riachuelo, o industrial Júlio César Leite formou-se advogado em 1917 pela Faculdade de Direito da Universidade Federal do Rio de Janeiro. De volta a Sergipe foi chefe de polícia e secretário-geral do estado antes de ir para o PR e eleger-se senador em 1950. Derrotado ao buscar a reeleição em 1958, conquistou um novo mandato via PSD em 1962, migrando para a ARENA com a imposição do bipartidarismo pelo Regime Militar de 1964. Seu irmão, Augusto César Leite, representou os sergipanos no Congresso Nacional como deputado federal e senador entre o fim da República Velha e o Estado Novo, além disso é tio dos também senadores Leite Neto e José Rollemberg Leite, com uma ressalva: este último também foi governador de Sergipe.

## Suplente efetivado

### José Rollemberg Leite
Natural de Riachuelo, o engenheiro civil José Rollemberg Leite formou-se na Universidade Federal de Ouro Preto em 1935 e quando voltou a Sergipe, lecionou em escolas públicas, no Instituto Federal de Sergipe e na Universidade Federal de Sergipe assumindo a direção do Departamento de Educação na interventoria de Milton Azevedo e a chefia do Departamento de Obras Públicas na interventoria de Maynard Gomes. Irmão de Leite Neto e sobrinho de Augusto César Leite e Júlio César Leite, ingressou no PSD elegendo-se governador de Sergipe em 1947. Afastado temporariamente da política, foi por duas vezes diretor estadual do Serviço Social da Indústria e assumiu a direção da Escola de Minas de Ouro Preto. Derrotado ao disputar o governo sergipano em 1958, elegeu-se suplente de senador na chapa de seu irmão, Leite Neto, em 1962 e foi efetivado após a morte do titular. No curso do mandato escolheu a ARENA devido a imposição do bipartidarismo pelo Regime Militar de 1964.

## Resultado da eleição para senador
Conforme o Tribunal Superior Eleitoral houve 232.338 votos nominais. 
| Candidatos a senador da República | Candidatos a suplente de senador | Número | Coligação                             | Votação | Percentual |
| --------------------------------- | -------------------------------- | ------ | ------------------------------------- | ------- | ---------- |
| Leite Neto PSD                    | José Rollemberg Leite PSD        | -      | Aliança Social Democrática (PSD, PRT) | 63.553  | 27,35%     |
| Júlio César Leite PSD             | Dylton Costa PSD                 | -      | Aliança Social Democrática (PSD, PRT) | 59.154  | 25,46%     |
| Luís Garcia UDN                   | Augusto Franco UDN               | -      | UDN, PTB                              | 57.666  | 24,82%     |
| Eraldo Lemos UDN                  | Antônio Torres Júnior UDN        | -      | UDN, PTB                              | 51.965  | 22,37%     |
| Fontes:                           |                                  |        |                                       |         |            |

## Deputados federais eleitos
São relacionados os candidatos eleitos com informações complementares da Câmara dos Deputados.

Representação eleita
  UDN: 4
  PSD: 2
  PR: 1

| Deputados federais eleitos | Partido | Votação | Percentual | Cidade onde nasceu | Unidade federativa |
| Euvaldo Diniz              | UDN     | 18.028  |            | Laranjeiras        | Sergipe            |
| Euclides Mendonça          | UDN     | 13.486  |            | Ribeirópolis       | Sergipe            |
| Arnaldo Garcez             | PSD     | 11.640  |            | Itaporanga d'Ajuda | Sergipe            |
| José Carlos Teixeira       | PSD     | 11.403  |            | Itabaiana          | Sergipe            |
| Armando Rollemberg         | PR      | 11.401  |            | Japaratuba         | Sergipe            |
| Lourival Batista           | UDN     | 10.017  |            | Entre Rios         | Bahia              |
| João Machado Rollemberg    | UDN     | 9.905   |            | Japoatã            | Sergipe            |
| Fontes:                    |         |         |            |                    |                    |

## Deputados estaduais eleitos
Foram eleitos 32 deputados estaduais distribuídos da seguinte forma: UDN treze, Coligação PR/PDC sete, PSD cinco, PRT quatro, PTB dois, Coligação PSP/PST um.

Representação eleita
  UDN: 13
  PR: 7
  PSD: 5
  PRT: 4
  PTB: 2
  PSP: 1

| Deputados estaduais eleitos         | Partido | Votação | Percentual | Cidade onde nasceu       | Unidade federativa |
| Cleto Sampaio Maia                  | PRT     | 2.979   | 2,35%      | Cristinápolis            | Sergipe            |
| José dos Santos Mendonça            | UDN     | 2.951   | 2,33%      | Barra dos Coqueiros      | Sergipe            |
| Durval Militão de Araújo            | PTB     | 2.851   | 2,25%      | Aracaju                  | Sergipe            |
| Pedro Almeida Valadares             | PR      | 2.835   | 2,24%      | Simão Dias               | Sergipe            |
| Wolney de Melo                      | UDN     | 2.737   | 2,16%      | Aracaju                  | Sergipe            |
| Sebastião de Aguiar Figueiredo      | UDN     | 2.724   | 2,15%      | Rosário do Catete        | Sergipe            |
| Fernando Ribeiro Franco             | UDN     | 2.699   | 2,13%      | Aracaju                  | Sergipe            |
| Antônio de Oliveira Mendonça        | UDN     | 2.603   | 2,06%      | Ribeirópolis             | Sergipe            |
| Oseas Cavalcanti Batista            | UDN     | 2.600   | 2,05%      | Cristinápolis            | Sergipe            |
| Gilton Garcia                       | UDN     | 2.537   | 2,00%      | Aracaju                  | Sergipe            |
| Roosevelt Dantas Cardoso de Menezes | PR      | 2.438   | 1,92%      | Aracaju                  | Sergipe            |
| Fernando Prado Leite                | PR      | 2.271   | 1,79%      | Aracaju                  | Sergipe            |
| Djenal Queiroz                      | PSD     | 2.149   | 1,70%      | Frei Paulo               | Sergipe            |
| João Valeriano dos Santos           | UDN     | 2.121   | 1,67%      | Porto da Folha           | Sergipe            |
| Balthazar Francisco dos Santos      | PSD     | 2.120   | 1,67%      | Ribeirópolis             | Sergipe            |
| Horácio de Góis                     | PSD     | 2.060   | 1,63%      | Riachão do Dantas        | Sergipe            |
| João Teles da Costa                 | PSD     | 2.058   | 1,62%      | Frei Paulo               | Sergipe            |
| José Jacomildes Barreto             | UDN     | 2.053   | 1,62%      | Boquim                   | Sergipe            |
| José Nivaldo dos Santos             | PR      | 2.036   | 1,61%      | Boquim                   | Sergipe            |
| Antônio Francisco de Jesus          | UDN     | 1.962   | 1,55%      | Itabaiana                | Sergipe            |
| Pedro Barreto Siqueira              | PR      | 1.959   | 1,55%      | Estância                 | Sergipe            |
| Viana de Assis                      | PR      | 1.951   | 1,54%      | Aracaju                  | Sergipe            |
| Francisco Passos                    | UDN     | 1.926   | 1,52%      | Ribeirópolis             | Sergipe            |
| José Onias de Carvalho              | PSP     | 1.904   | 1,50%      | São José do Belmonte     | Pernambuco         |
| José Almeida Fontes                 | UDN     | 1.798   | 1,42%      | Neópolis                 | Sergipe            |
| José Raimundo Ribeiro               | PRT     | 1.750   | 1,38%      | Lagarto                  | Sergipe            |
| Francisco Sales Sobral              | UDN     | 1.746   | 1,38%      | Itaporanga d'Ajuda       | Sergipe            |
| Manoel Francisco Teles              | PSD     | 1.742   | 1,37%      | Itabaiana                | Sergipe            |
| Cândido Dortas Mendonça             | PTB     | 1.637   | 1,29%      | Simão Dias               | Sergipe            |
| Aloísio Tavares Santos              | PR      | 1.449   | 1,14%      | Nossa Senhora do Socorro | Sergipe            |
| Raimundo Araújo                     | PRT     | 1.403   | 1,11%      | Maruim                   | Sergipe            |
| Elísio Carmelo                      | PRT     | 1.244   | 0,98%      | São Cristóvão            | Sergipe            |
| Fontes:                             |         |         |            |                          |                    |